# Birkeniiformes
Birkeniiformes es un orden extinto de peces agnatos de la clase Anaspida que vivieron en el Silúrico. Contiene a casi todas las especies anáspidos existentes, menos el dudoso género Endiolepis, está siendo clasificada en el orden monotípico Endeiolepidiformes. Este orden se caracteriza por tener al menos una espina grande y trirradiada detrás de la serie de aberturas branquiales junto con un exoesqueleto compuesto de aspidina y careciente de dentina.
También poseen de 6 a 15 pares de aberturas branquiales independientes tienen ojos grandes y laterales y la aleta dorsal anterior está ausente. Las especies difícilmente alcanzan los 15 cm, presentan colas y aletas hipocercales o heterocercales pronunciadas y bocas terminales. Sus fósiles se distribuyen en el continente de Europa e incluso algunos están bien conservados presentando el esqueleto dérmico.

## Taxonomía
Según la taxonomía más reciente basada en los trabajos de Mikko's Phylogeny Archive, Nelson, Grande y Wilson 2016, y van der Laan 2018, la sistemática de Birkeniiformes se vería así:
- Orden Birkeniiformes† Berg 1940
  - Género Cowielepis† Blom 2008
  - Género Hoburgilepis† Blom, Märss & Miller 2002
  - Género Kerreralepis† Blom 2012
  - Género Maurylepis† Blom, Märss y Miller 2002
  - Género Rytidolepis† Pander 1856
  - Género Schidiosteus† Pander 1856
  - Género Silmalepis† Blom, Märss & Miller 2002
  - Género Vesikulepis† Blom, Märss & Miller 2002
  - Familia Pharyngolepididae† Kiær 1924 corrig.
    - Género Pharyngolepis† Kiaer 1911

  - Familia Pterygolepididae† Obručhev 1964 corrig.
    - Género Pterygolepis† Cossmann 1920

  - Familia Rhyncholepididae† Kiær 1924 corrig.
    - Género Rhyncholepis† Kiær 1911 no Miquel 1843 no Nuttall 1841

  - Familia Tahulalepididae† Blom, Märss & Miller 2002
    - Género Tahulalepis† Blom, Märss & Miller 2002
    - Género Trimpleylepis† Miller, Märss y Blom 2004

  - Familia Lasaniidae† Goodrich 1909
    - Género Lasanius† Traquair 1898

  - Familia Ramsaasalepididae† Blom, Märss & Miller 2003
    - Género Ramsaasalepis† Blom, Märss & Miller 2003

  - Familia Birkeniidae† Traquair 1899
    - Género Vilkitskilepis?† Märss 2002
    - Género Ctenopleuron† Matthew 1907
    - Género Hoburgilepis†[8] Robertson 1945
    - Género Birkenia† Traquair 1898

  - Familia Septentrioniidae† Blom, Märss & Miller 2002
    - Género Liivilepis† Blom, Märss & Miller 2002
    - Género Manbrookia† Blom, Märss & Miller 2002
    - Género Ruhnulepis† Blom, Märss & Miller 2002
    - Género Spokoinolepis† Blom, Märss & Miller 2002
    - Género Septentrionia† Blom, Märss & Miller 2002